# Cortinarius rufo-olivaceus
Cortinarius rufo-olivaceus, uneori și Cortinarius rufoolivaceus (Christian Hendrik Persoon, 1801 ex Elias Magnus Fries, 1838) din încrengătura Basidiomycota, în familia Cortinariaceae și de genul Cortinarius este o specie de ciuperci necomestibile între timp destul de rară care coabitează, fiind un simbiont micoriza (formează micorize pe rădăcinile arborilor). O denumire populară nu este cunoscută. În România, Basarabia și Bucovina de Nord trăiește pe sol calcaros solitar sau în grupuri, în păduri de foioase precum în cele mixte sub fagi și stejari. Apare de la câmpie la munte din iulie până în noiembrie.

## Taxonomie

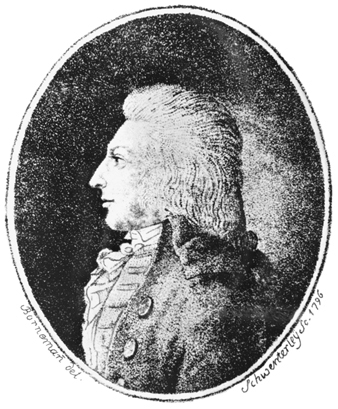
C. H. Persoon

Numele binomial a fost determinat de cunoscutul micolog bur Christian Hendrik Persoon în volumul 1 al operei sale Synopsis methodica Fungorum din 1801 drept Agaricus rufo-olivaceus.
Apoi, în 1838, renumitul savant Elias Magnus Fries a transferat specia la genul Cortinarius sub păstrarea epitetului, de verificat în cartea sa Epicrisis systematis mycologici, seu synopsis hymenomycetum, fiind și numele curent valabil (2021). 
Taxoni obligatori sunt Myxacium rufo-olivaceum al micologului german Paul Kummer din 1871 precum cei ai compatrioților săi, anume Friedrich Otto Wünsche cu Phlegmacium rufo-olivaceum din 1877, și Otto Kuntze cu Gomphos rufoolivaceus din 1891, toți trei bazând pe descrierea lui Persoon.
În 2022, micologii finlandezi Tuula Niskanen și Kare Liimatainen au propagat mutarea speciei la genul Calonarius, creat de ei, sub termenul Calonarius elegantior.
Toate celelalte încercări de redenumire precum formele și variațiile descrise sunt acceptate drept sinonime. 
Epitetul specific este derivat din cuvintele latine (latină rufus= roșiatic, roșu ca vulpea, cu păr roșu) și (latină olivaceus=măsliniu), datorită coloritului cuticulei.

## Descriere

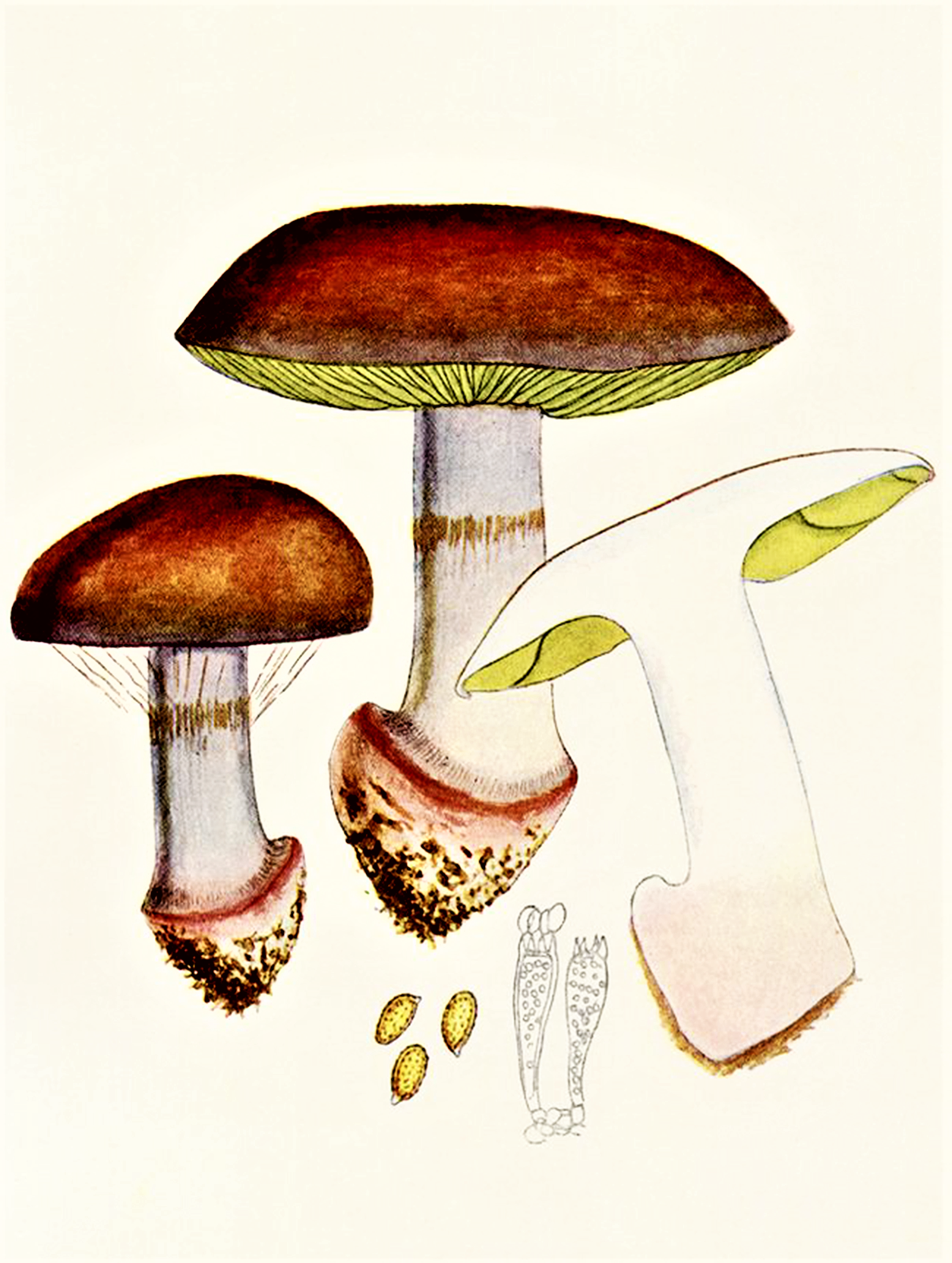
Bres.: Cortinarius rufo-olivaceus

- Pălăria: cărnoasă are un diametru între 6 și 10 (12) cm, este la început boltită emisferic cu marginile răsucite înspre interior, apoi convexă până aplatizat convexă cu marginea rulată. Cuticula netedă este cleioasă, la ariditate lucioasă și lipicioasă. Coloritul în tinerețe gri-măsliniu, devine cu avansarea în vârstă, începând în centru, din ce în ce mai arămiu până brun-roșiatic, marginea rămânând mereu mai deschisă. La bătrânețe se decolorează.
- Lamelele: sunt destul de subțiri, aglomerate, intercalate cu lameluțe de lungime diferită și aderate bombat la picior, fiind învăluite în tinerețe de o cortină albă cu nuanțe violacee, resturi ale vălului parțial. Coloritul inițial galben-verzui, schimbă cu timpul spre verde-măsliniu, pentru a deveni la bătrânețe brun-măsliniu până la brun de scorțișoară. Muchiile sterile, originar drepte și netede, sunt la bătrânețe zimțate și ondulate.
- Piciorul: solid și plin pe dinăuntru are o lungime de 5-10 și o lățime de 1,2-1,5 cm (spre bază până la 2,5 cm), având apical o formă cilindrică, prezentând bazal un bulb slab tăios. Coaja netedă, uneori ceva lipicioasă, este albicioasă cu nuanțe violacee și tapițată adesea cu fibre nu încarnate verticale maronii (resturi ale valului uscat), bulbul fiind liliachiu sau brun-măsliniu până brun-purpuriu. Nu prezintă un inel.
- Carnea: este cărnoasă, compactă, gri-albicioasă cu pete apoase, în pălărie de un violet palid, în bulb maronie și în culoarele de insecte măslinie. Nu se decolorează după tăiere. Mirosul este ca de drojdie proaspătă până la insistent dulcișor cu o nuanță pământoasă și gustul mai mult sau mai puțin amar.[3][4]
- Caracteristici microscopice: are spori destul de mari în formă de lămâie sau migdale cu un apicol, colorați ocru-auriu, pe exterior aspru-granuloși, măsurând 12-13 x 7-8 microni. Pulberea lor este brun-ruginie. Basidiile clavate, cu cleme, poartă 4 sterigme fiecare, având o dimensiune de 35-40 x 8-9 microni. Cistidele (elemente sterile situate în stratul himenial sau printre celulele din pielița pălăriei și a piciorului, probabil cu rol de excreție) sunt de formă și mărime similară, cheilocistidele (elemente sterile situate pe muchia lamelor) cu celule ațoase.[13]
- Reacții chimice: cuticula se decolorează cu hidroxid de potasiu mai întâi verzui, apoi brun până brun-roșiatic, mai târziu brun-negricios, iar carnea la început verde-măsliniu, în final negricios și carnea cu tinctură de Guaiacum brun-purpuriu. Mai departe, cuticula ciupercii devine cu lugol foarte slab maronie, dar carnea rămâne aproape fără o reacție.[3][14]

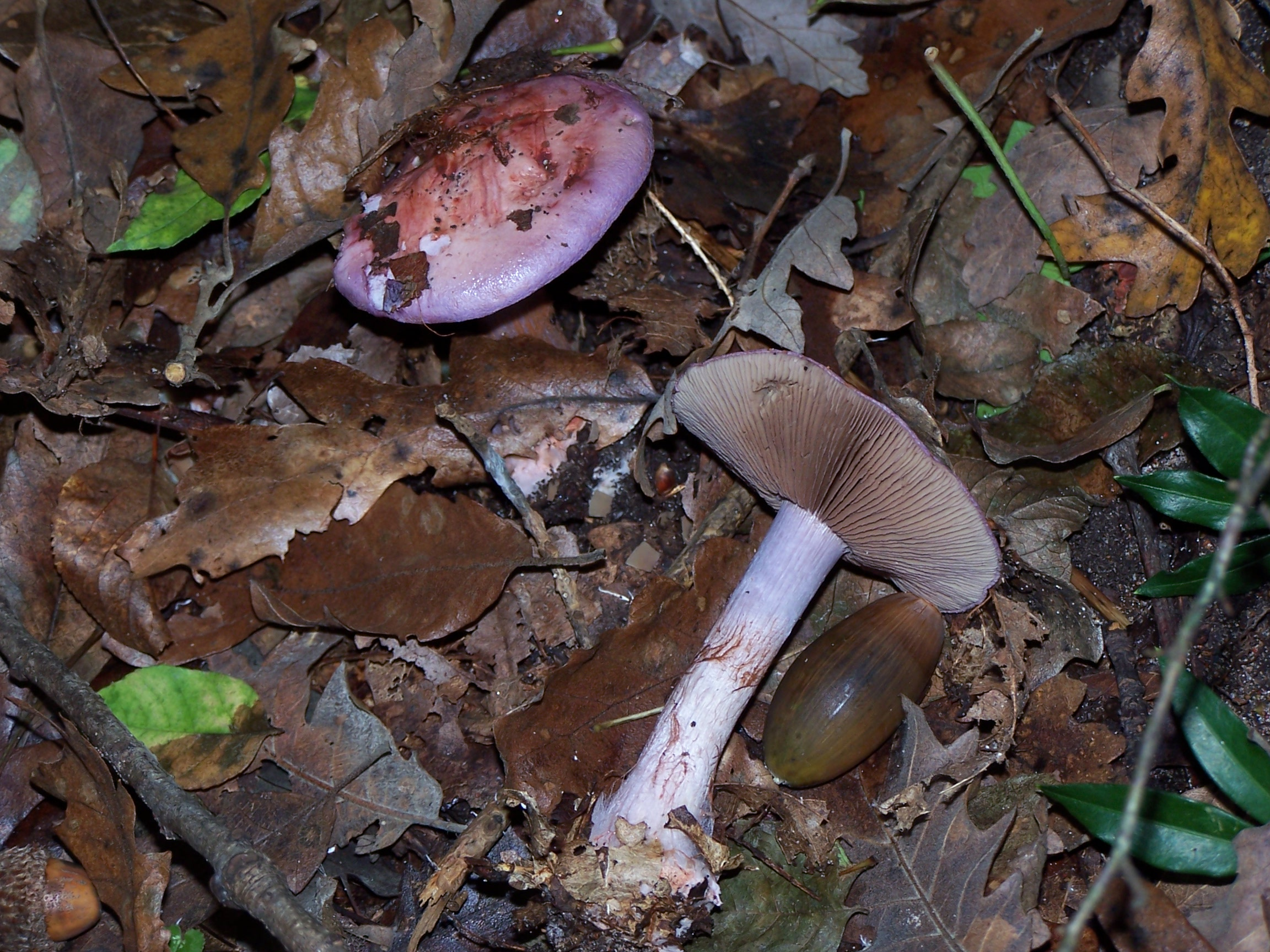
C. rufo-olivaceus mai liliachiu
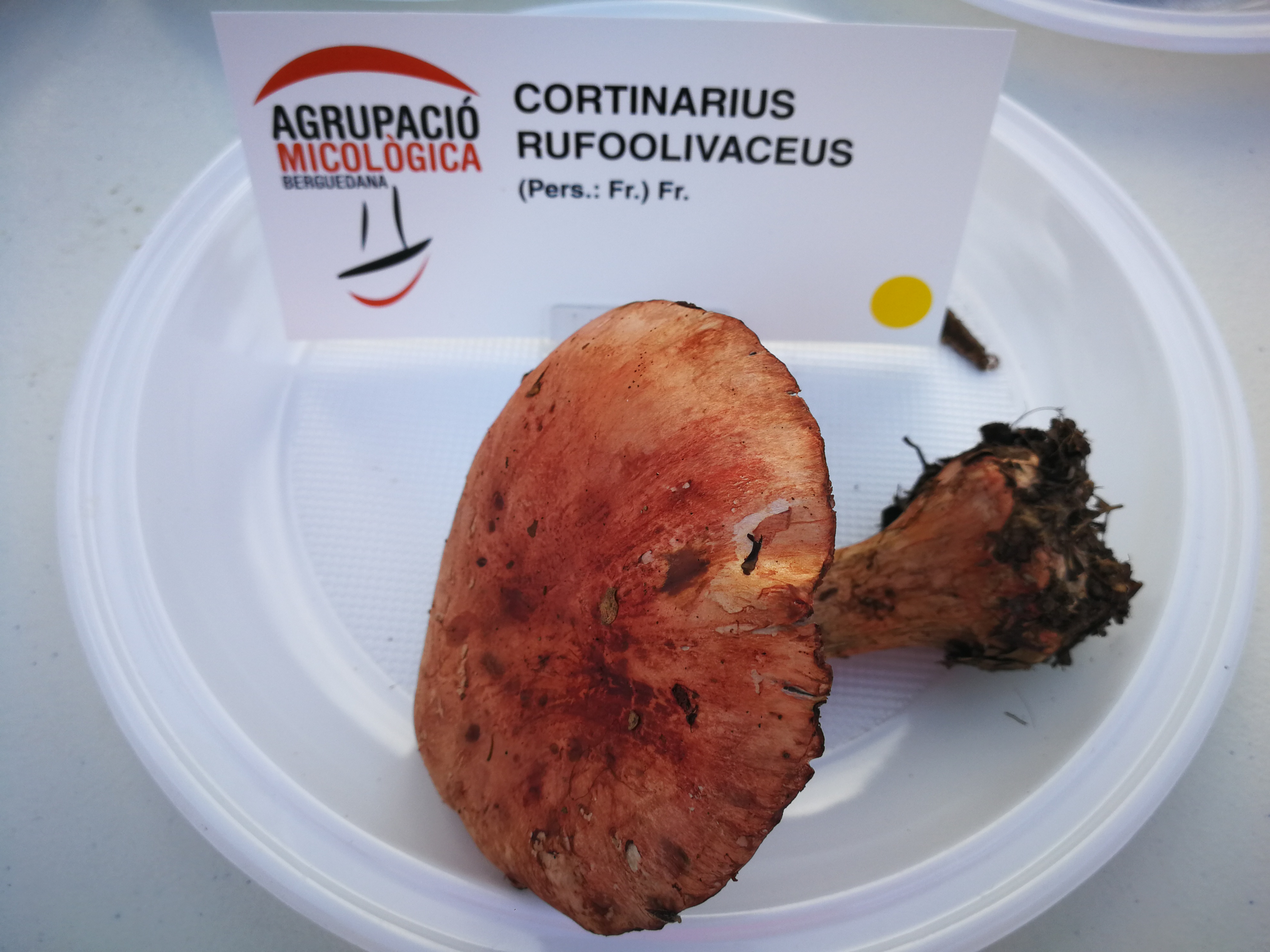
C. rufo-olivaceus mai bătrân

## Confuzii
Specia poate fi confundată de exemplu cu Cortinarius callochrous (necomestibil), Cortinarius camphoratus (necomestibil), Cortinarius cupreorufus sin. Cortinarius orichalceus (necomestibil, carne albicioasă, fără miros specific, gust mucegăit) + imagini Arhivat în 17 octombrie 2022, la Wayback Machine., Cortinarius dionysae (necomestibil, miros extrem făinos, în special după tăiere, gust blând), Cortinarius glaucopus (comestibil), Cortinarius iodes (comestibil, cu cuticulă mucoasă, în tinerețe cu lamele violete, carnea fiind albă, miros și gust neostentativ), Cortinarius magicus (necomestibil, miros de pâine proaspătă, ceva mucegăit, gust puțin acru), Cortinarius odorifer (comestibil, miros de anason care nu se pierde la fiert), Cortinarius purpurascens (comestibil), Cortinarius saporatus (necomestibil, gust dulcișor de prăjitură) + imagini Arhivat în 17 octombrie 2022, la Wayback Machine., Cortinarius sodagnitus (necomestibil, miros neînsemnat, gust acru, mai ales în cuticulă) + imagini Arhivat în 17 octombrie 2022, la Wayback Machine. sau cu Cortinarius traganus, (otrăvitor).

## Specii asemanatoare în imagini

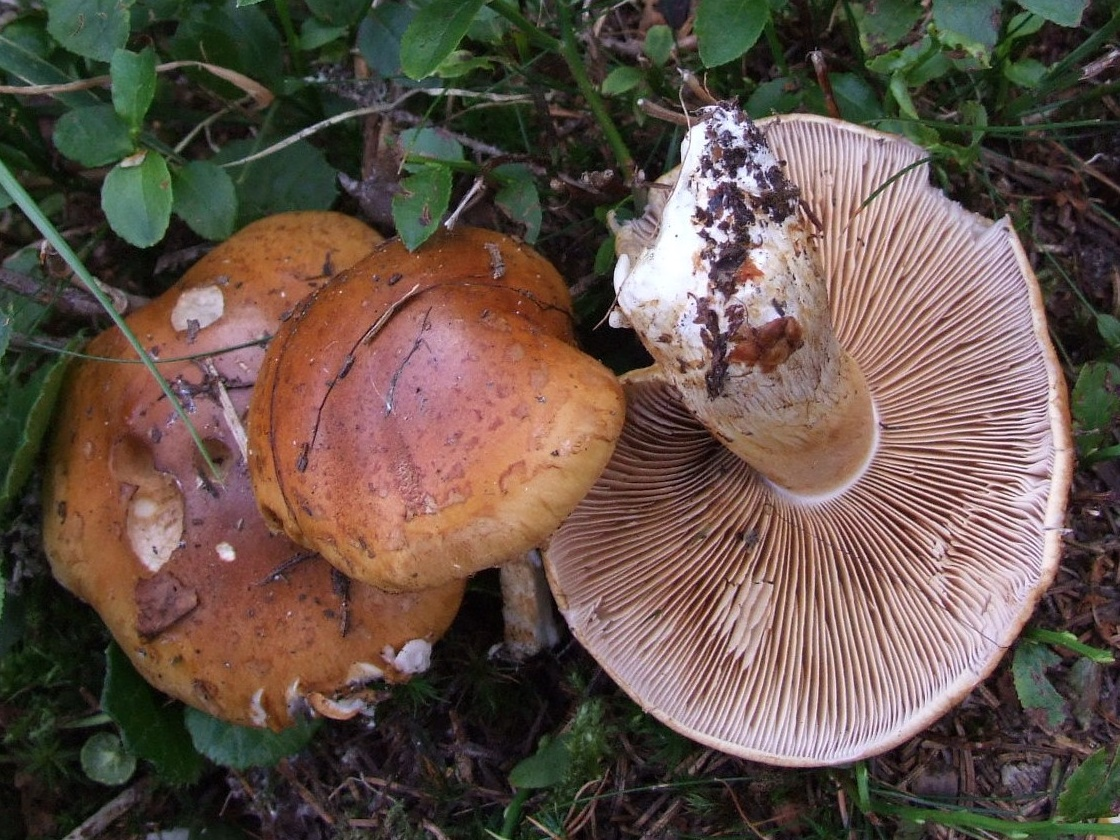
!Cortinarius callochrous!
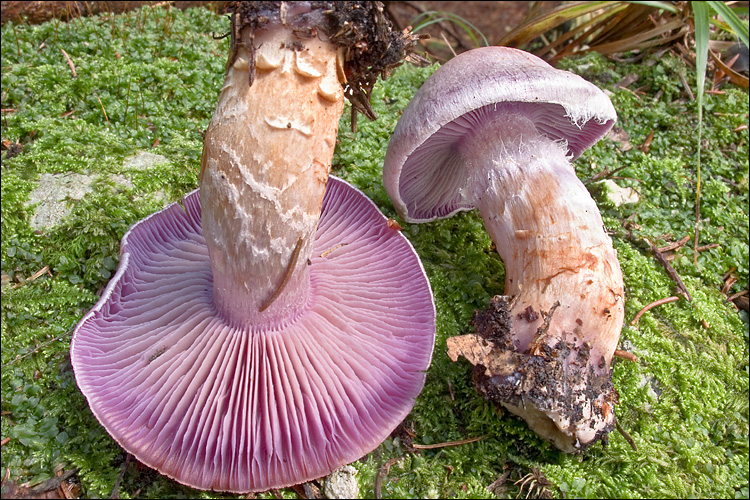
!Cortinarius camphoratus!
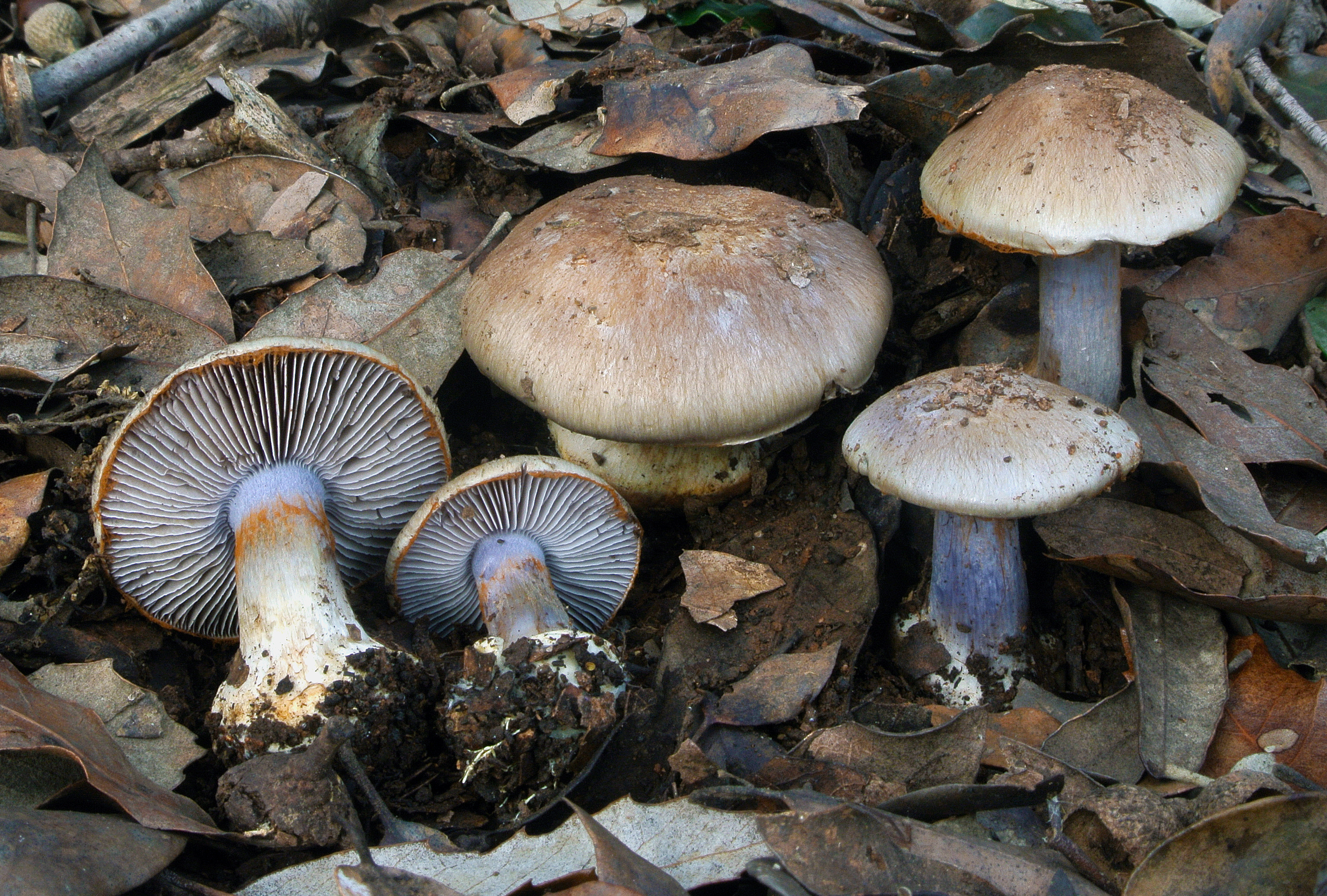
!Cortinarius dionysae!
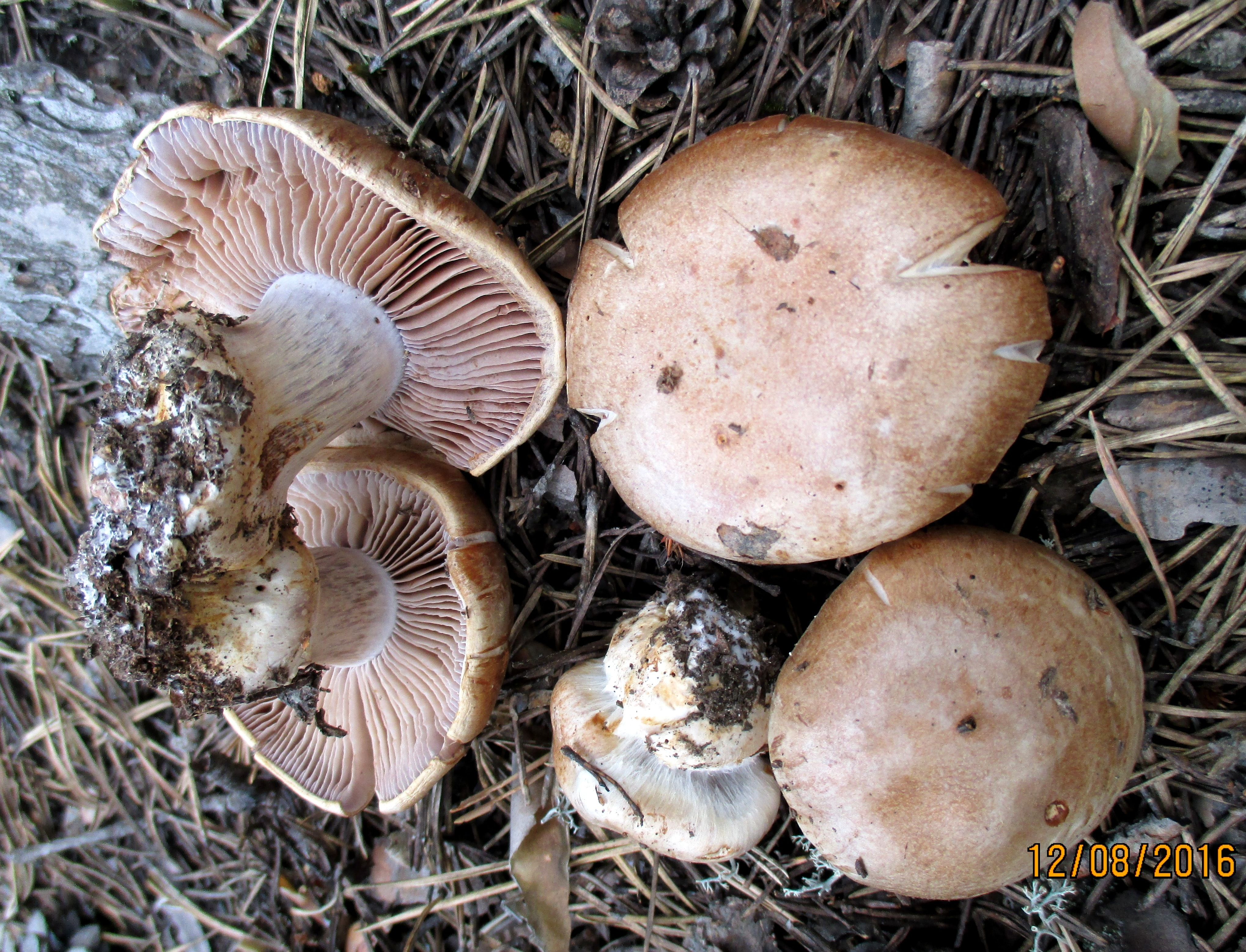
Cortinarius glaucopus
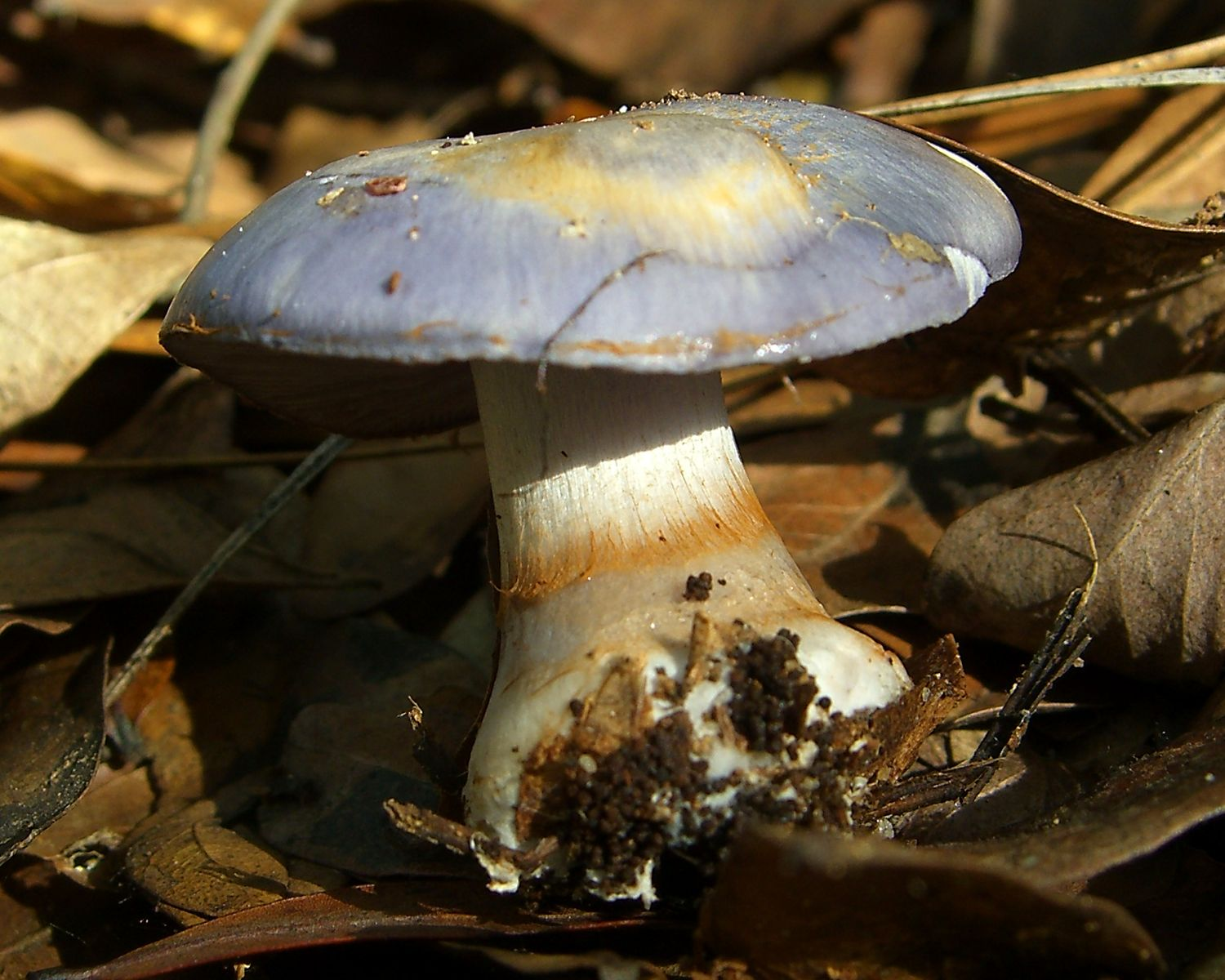
Cortinarius iodes
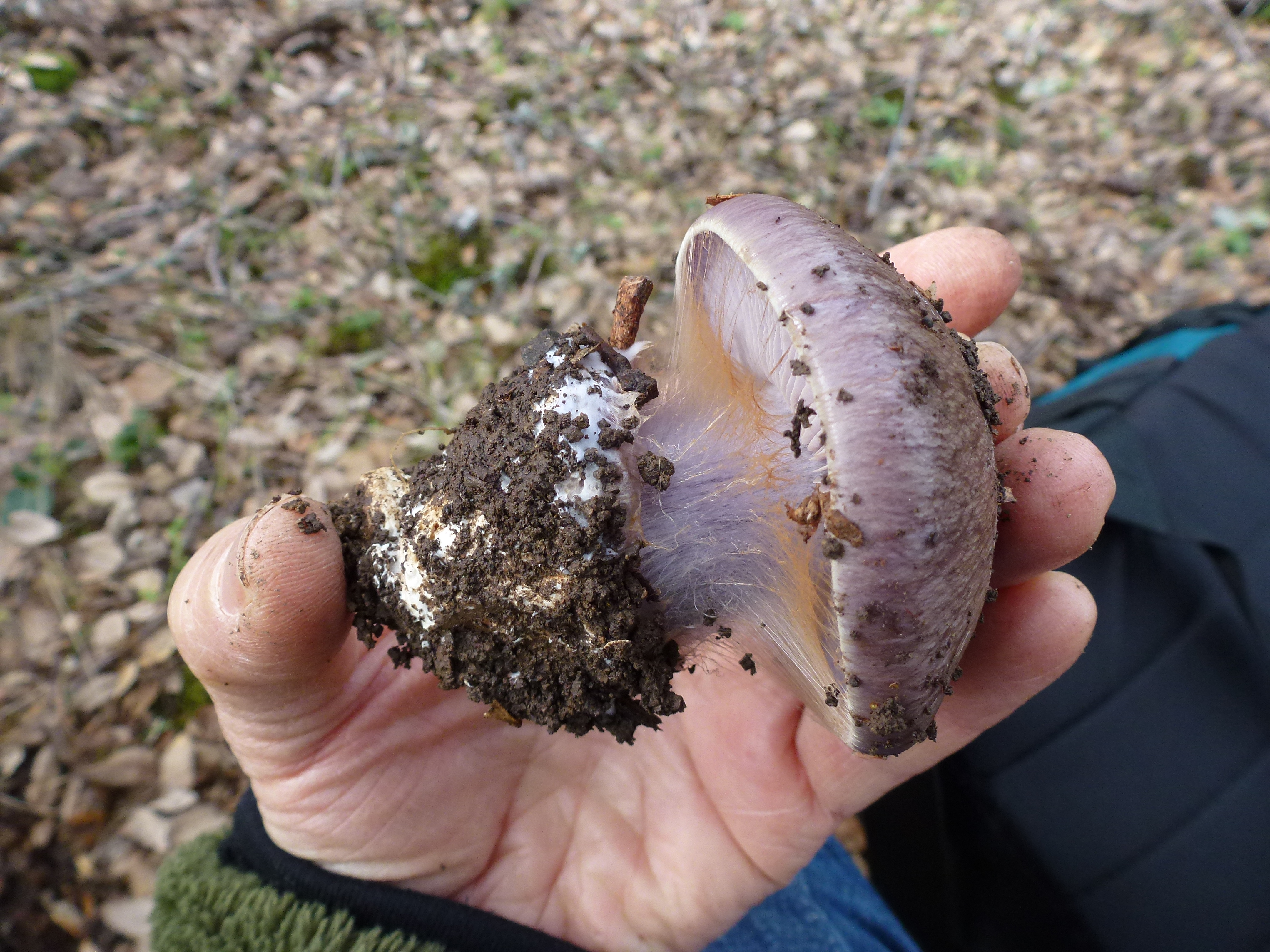
!Cortinarius magicus!

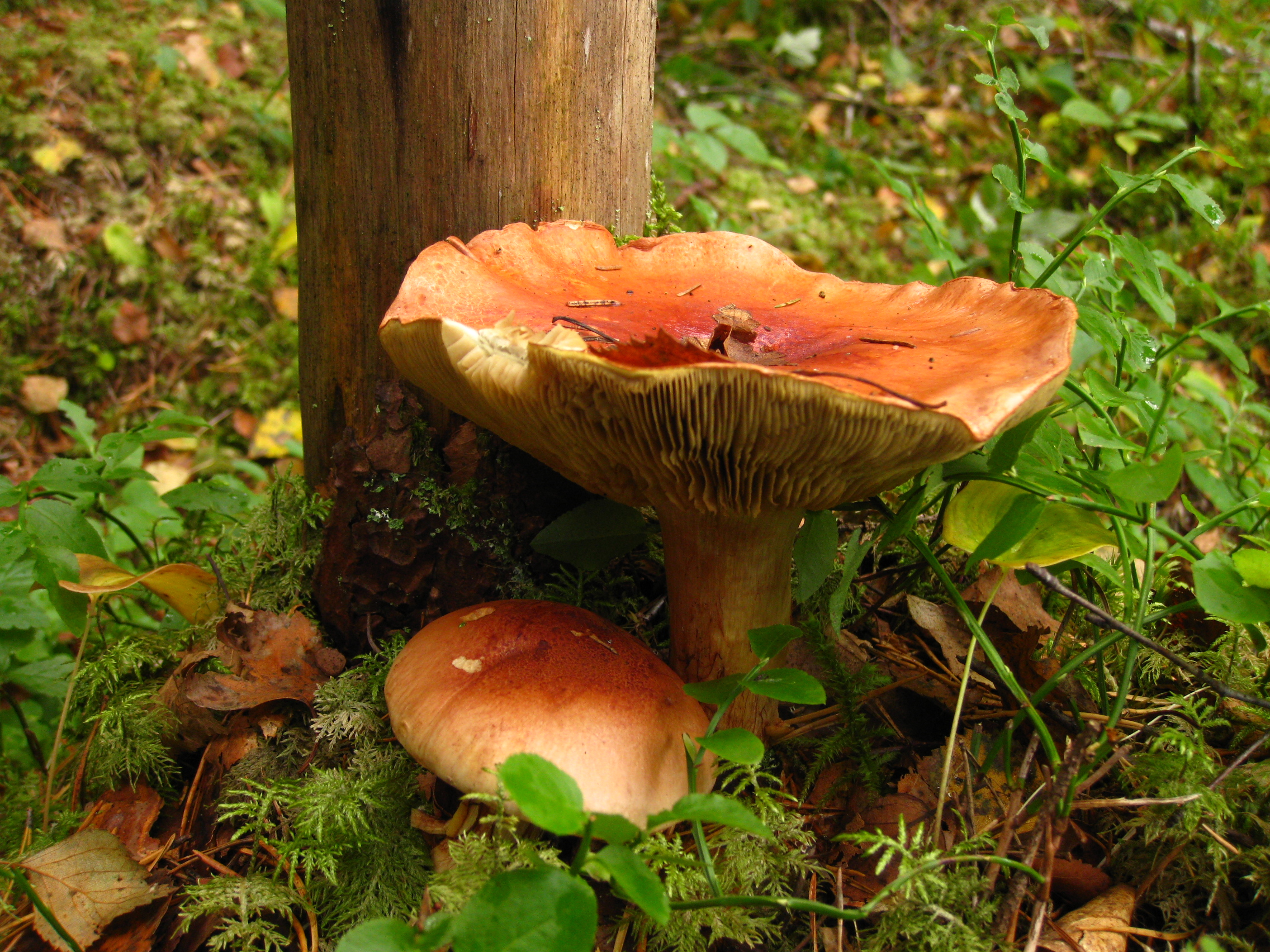
Cortinarius odorifer
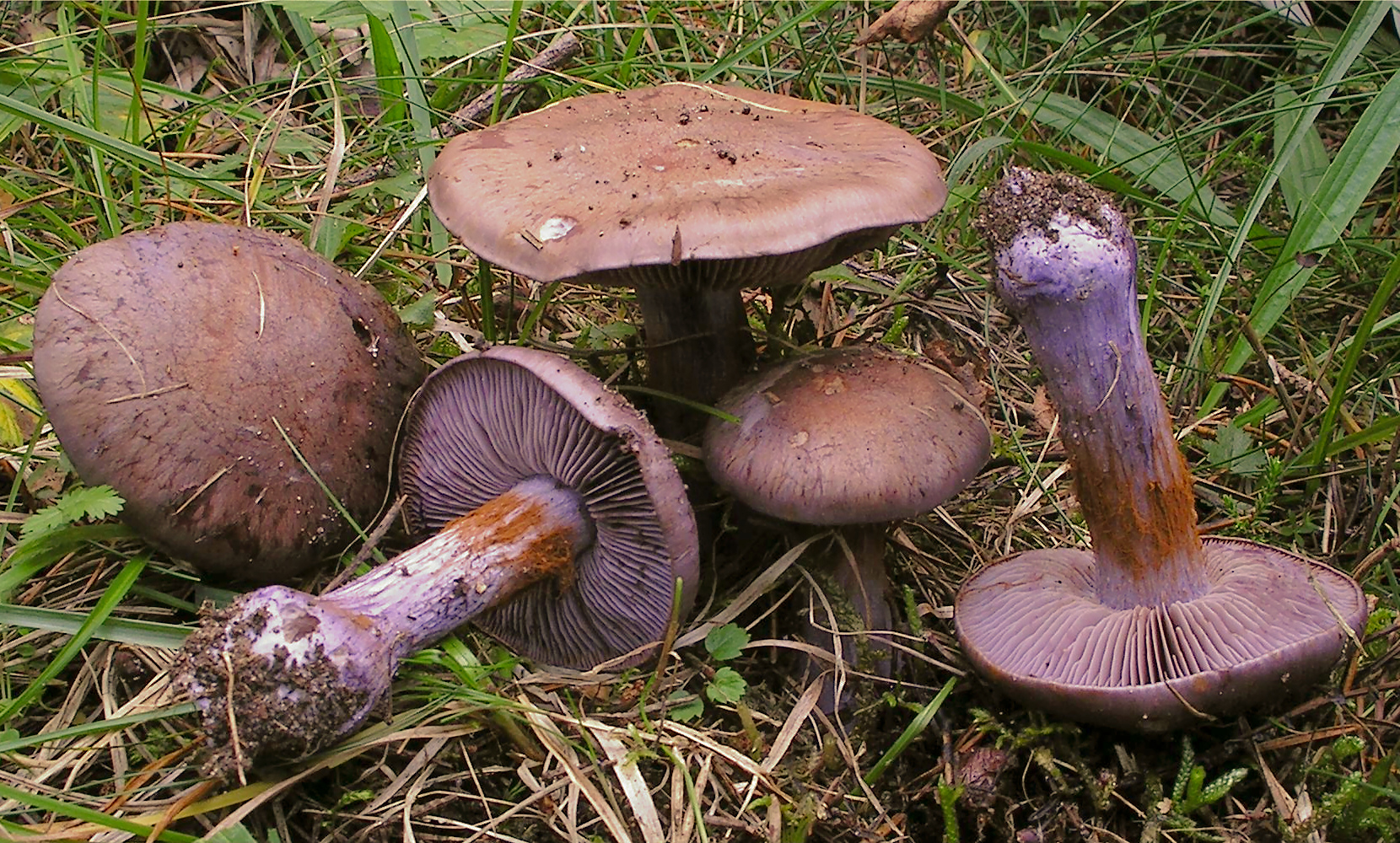
Cortinarius purpurascens
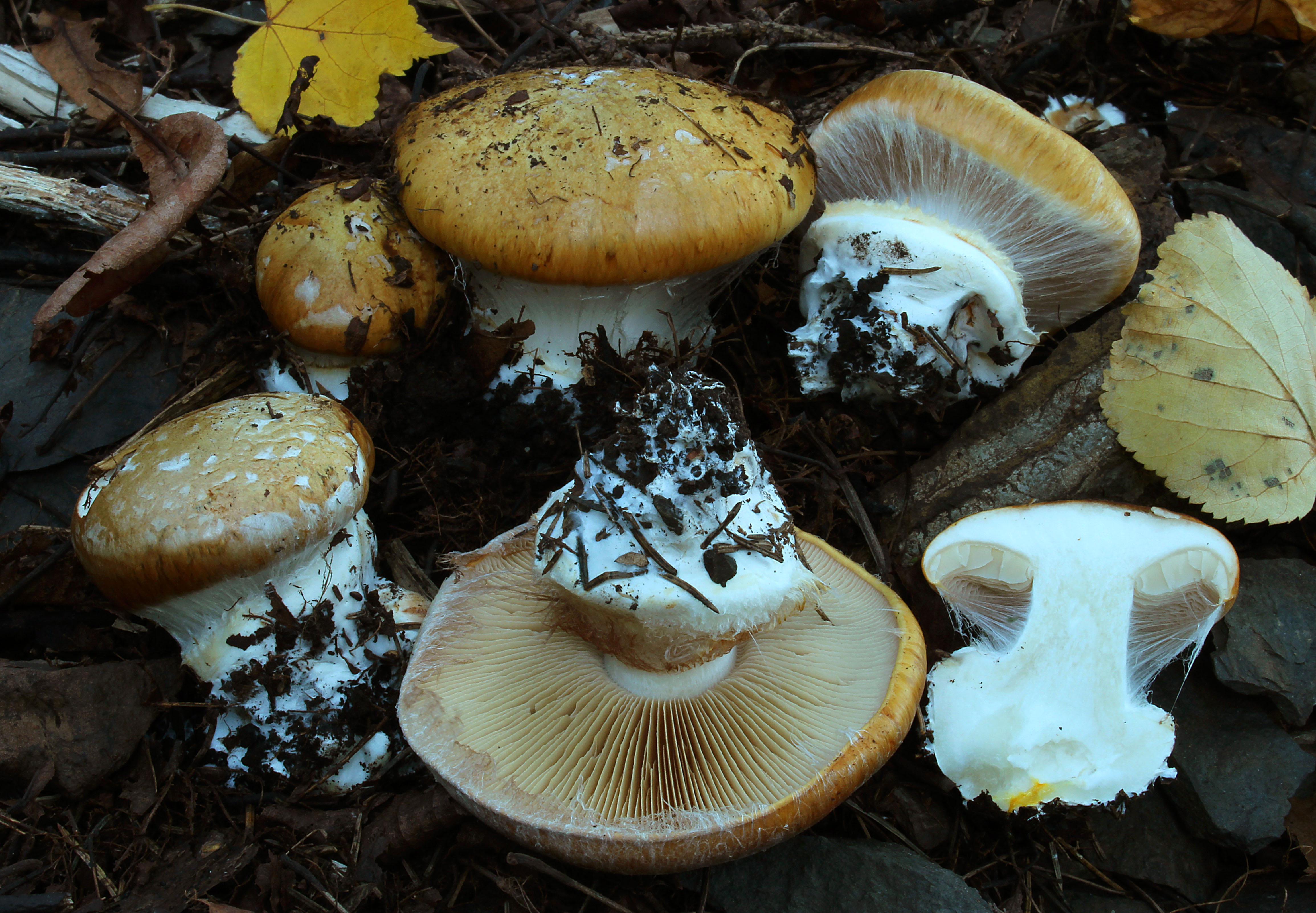
!Cortinarius saporatus!
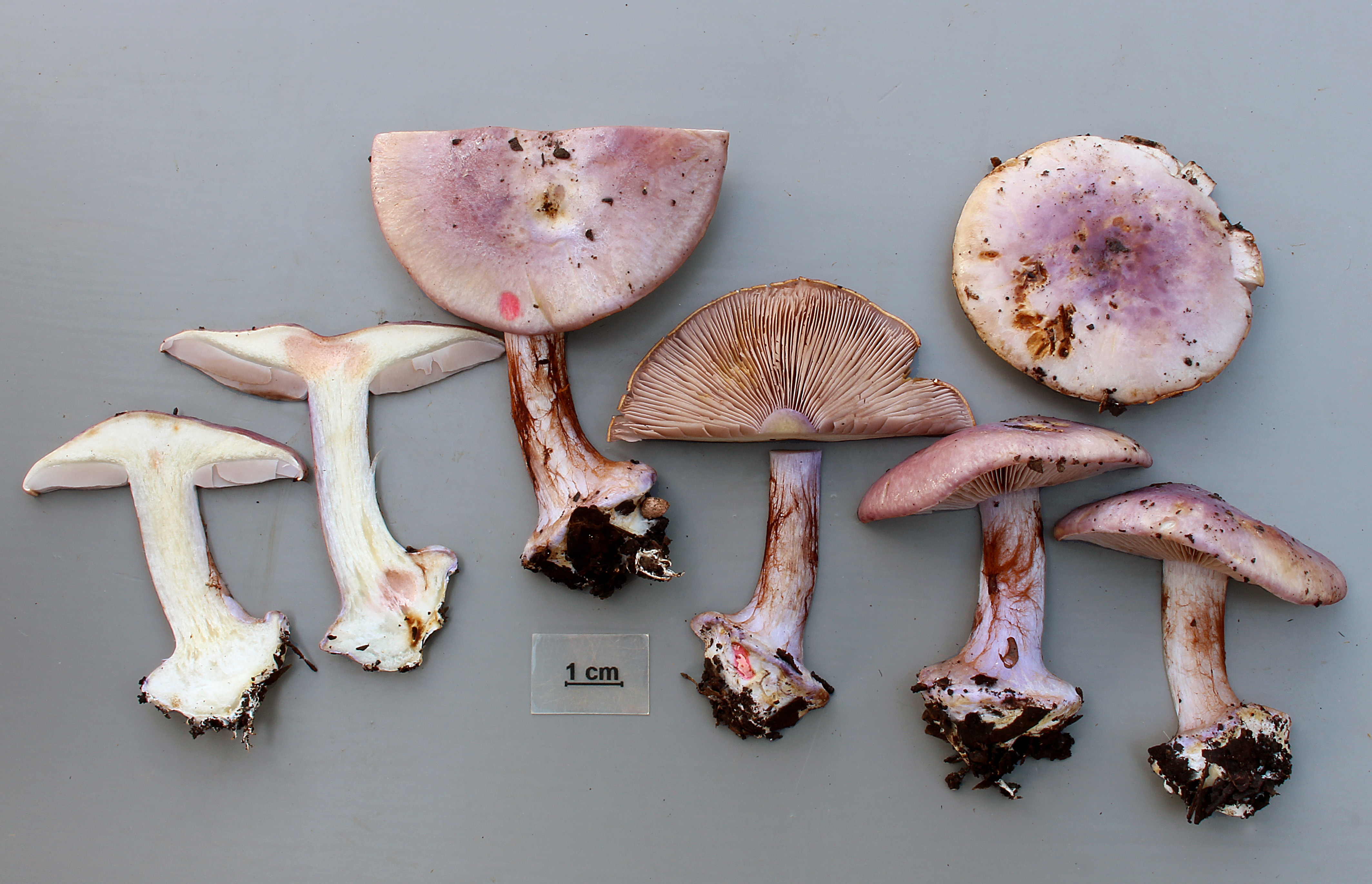
!Cortinarius sodagnitus!
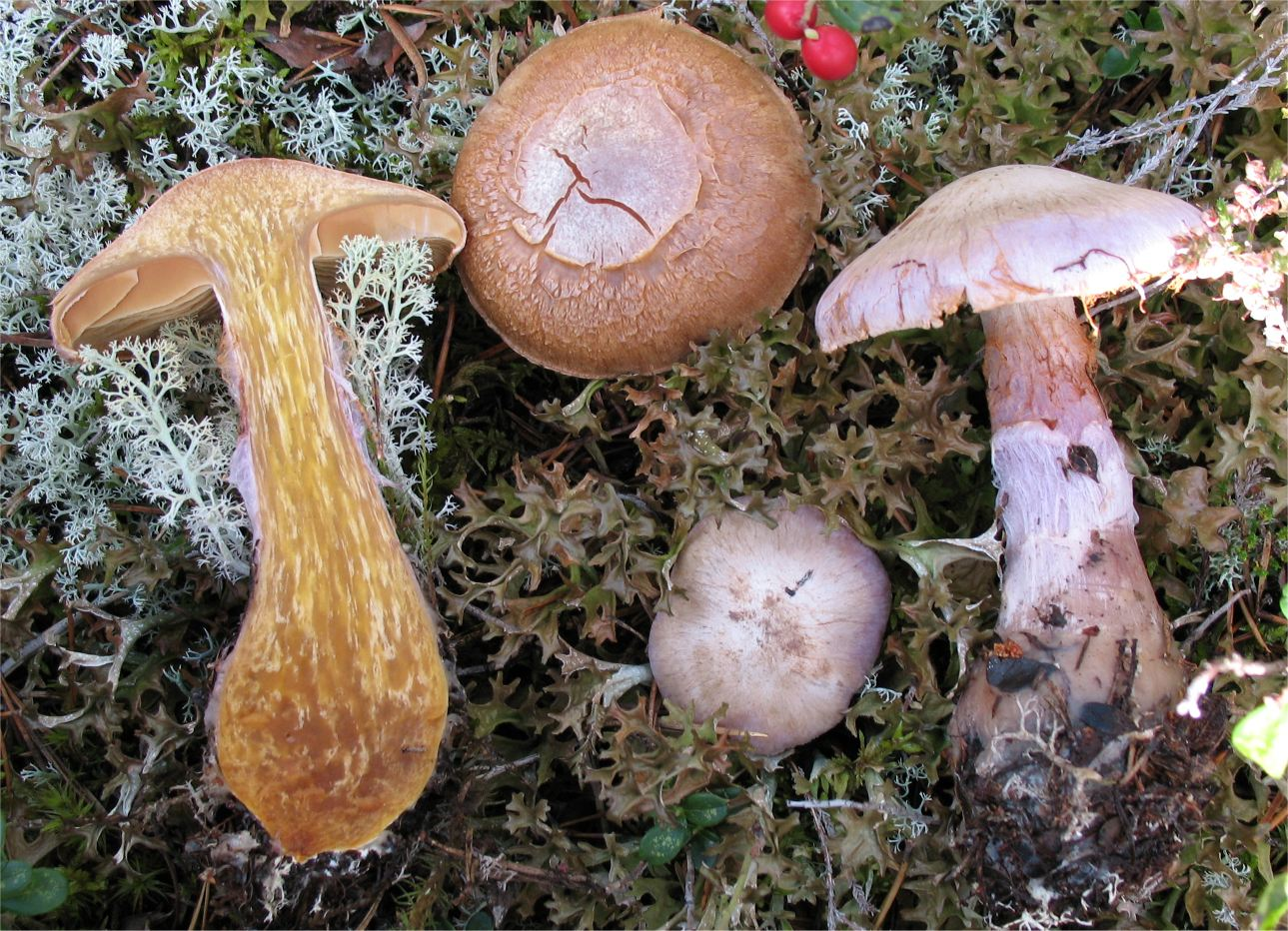
!!Cortinarius traganus!!

## Valorificare
Cortinarius rufro-olivaceus nu este otrăvitor, dar necomestibil, din cauza mirosului de drojdie proaspată precum al gustului mai mult sa mai puțin amar.